# 筑波町 (奉天市)
筑波町是奉天滿鐵附屬地的一個町。位於今天的中華人民共和國遼寧省瀋陽市和平區，在千代田通（今中華路）和北二條通之間，鄰接新高町和信濃町。